# ورزشگاه امیر محمد بن فهد
 ورزشگاه امیر محمد بن فهد  (به عربی: ملعب الأمير محمد بن فهد) ورزشگاه فوتبال در شهر دمام در کشور عربستان است.
گنجایش ۲۴.۰۰۰ نفر  تماشاگر را دارد.